# Frédéric Andréi
Pour les articles homonymes, voir Andrei.
Frédéric Andréi né le 23 octobre 1959 à Paris, est un acteur, réalisateur et romancier français.

## Biographie
Fils du réalisateur de télévision Yannick Andréi, il commence sa carrière de comédien en 1978, chez Yves Boisset et Michel Deville. En 1981, il joue un des premiers rôles de Diva de Jean-Jacques Beineix, celui d'un jeune postier pourchassé par des gangsters.
Tout en continuant à jouer, au théâtre, à la télévision et au cinéma, Frédéric Andréi passe aussi à la réalisation, en 1983 avec des courts métrages. En 1986, il réalise son premier long métrage, Paris minuit, où son père joue le patron de la PJ. Il continue ensuite à jouer, en Italie pendant trois ans. 
De 1991 à 2006, il réalise des documentaires, environ 150, dont beaucoup ont été diffusés dans l'émission Faut pas rêver, d'autres notamment pour Envoyé spécial.
En 1997, il devient producteur en créant 17/23 Productions avec Isabelle Texier. Il revient au cinéma en 2008 avec son deuxième long-métrage, Par suite d'un arrêt de travail..., avec Charles Berling et Patrick Timsit.
En 2014, il sort son premier roman Riches à en mourir chez Albin Michel.
En 2015, il réalise son troisième film Voleur d'histoire sélectionné au Festival du film francophone d'Angoulême 2015
En 2016, il sort son second roman Bad Land chez Albin Michel,.
De 2018 à 2020, il produit 102 émissions de Ciné, le mag, le magazine cinéma de Canal+ International.
En 2020, il sort son troisième roman L'Histoire de la reine des putes aux éditions Albin Michel.
En 2025, il reprend sa pièce Casanova la fabuleuse évasion à La Folie Théâtre du 30 janvier au 06 Avril

## Théâtre
- 1978 : Jules César de William Shakespeare, mise en scène Guy Rétoré, Théâtre de l'Est parisien[7]
- 1981 : Pa d'Hugh Leonard, mise en scène Georges Wilson, Théâtre de l'Œuvre[8]
- 2021 : Casanova, la fabuleuse évasion de Frédéric Andrei, mise en scène Hervé Hiolle, Théâtre de Fontenay le Fleury[9]
- 2025 : Casanova, la fabuleuse évasion de Frédéric Andrei, mise en scène Hervé Hiolle, La Folie Théâtre

## Filmographie

### Acteur

#### Télévision
- 1977 : Le Devoir de Français de Jean-Pierre Blanc : Julien
- 1979 : Blanc Bleu Rouge de Yannick Andréi : François
- 1981 : Pause café : Frédéric
- 1981 : La Princesse Lointaine  : Jauffré Rudel
- 1982 : The Facts of Life Goes to Paris (en) de Asaad Kelada :  David LeClair
- 1983 : La Chambre des dames de Yannick Andréi : Philippe
- 1983 : Quelques hommes de bonne volonté de François Villiers : Wazemmes
- 1986 : La voglia di vincere (it) de Vittorio Sindoni : Stefano
- 1987 : Une Vittoria de Luigi Perelli
- 1988 : Come stanno bene insieme (it) de Vittorio Sindoni : L'amant
- 2005 : La Tête haute de Gérard Jourd'hui : Le cadre Grandmarché

#### Cinéma
- 1978 : La Clé sur la porte d'Yves Boisset
- 1979 : Le Voyage en douce de Michel Deville
- 1981 : Diva de Jean-Jacques Beineix
- 1997 : Port Djema d'Eric Heumann
- 1999 : Vénus beauté (institut) de Tonie Marshall
- 2016 : Voleur d'histoire de Frédéric Andrei
- 2021 : La Face cachée du baklava de Maryanne Zéhil

### Réalisateur

#### Télévision
- 2006 : Ciel l'Europe sur Arte
- 2007 : L'Avare et moi sur France 3
- 2017 : François Florent, une journée particulière sur Ciné+
- 2018 : Bienvenue à Montréal sur France O

#### Cinéma
- 1986 : Paris minuit[10]
- 2008 : Par suite d'un arrêt de travail[11]
- 2015 : Voleur d'histoire[12]

## Publications
- Riches à en mourir : techno-thriller, éditions Albin Michel, 2014.
- Bad Land, éditions Albin Michel, 2016
- L'histoire de la reine des putes, éditions Albin Michel, 2020